# Soleil dans une pièce vide
Soleil dans une pièce vide est un livre de Claude Esteban paru le 8 janvier 1991 aux éditions Flammarion et ayant reçu la même année le Prix France Culture. Il est constitué d'une suite de récits, tous inspirés d'œuvres d'Edward Hopper. Le titre complet du livre est Soleil dans une pièce vide et autres scènes. Lors de sa réédition en 2003 aux éditions Farrago, le livre portait un bandeau sur lequel il était inscrit : « Scénographies d'Edward Hopper ».

## Adaptation
Sur dix de ces récits, la compositrice Graciane Finzi compose en 2013 Scénographies d’Edward Hopper sur un texte de Claude Esteban, pour 12 cordes et récitant ; l'œuvre est créée le 15 avril 2015 à la Philharmonie de Paris avec Aurore Ugolin en récitante et le Paris Mozart Orchestra dirigé par Claire Gibault ; elle est enregistrée en 2016 pour le label Sony par Natalie Dessay et le même orchestre sous la même direction.

## Éditions
- Soleil dans une pièce vide, éditions Flammarion, 1991  (ISBN 2-08-066582-0)
- Soleil dans une pièce vide, Farrago/éditions Léo Scheer, 2003